# Science Fiction and Fantasy Writers of America

Science Fiction Writers of America, ou SFWA (prononcé en anglais siff-wah ou seff-wah), est une organisation à but non lucratif regroupant principalement des écrivains de science-fiction ou de fantasy américains.
L'organisation SFWA est fondée en 1965 par Damon Knight et James Blish. Son nom officiel est ultérieurement modifié en Science Fiction and Fantasy Writers of America, Inc., mais l'acronyme SFWA est toujours utilisé. En France, elle est parfois désignée simplement désignée comme l'Association des auteurs américains de science-fiction.
Le statut de membre de SFWA est réservé aux auteurs professionnels. Pour être admis, un candidat doit avoir vendu au moins un roman ou un script (pour deux mille dollars américains, au moins) ou trois nouvelles ou histoires courtes (payées chacune au moins sept cents par mot). La SFWA regroupe approximativement mille huit cents membres en 2013.
Cette organisation est essentiellement connue en raison du prix Nebula qu'elle attribue chaque année. Toutefois, elle décerne également d'autres prix.

## Prix décernés
- Prix Nebula : attribué depuis 1965 pour les œuvres de science-fiction ou de fantasy jugée les plus novatrices, dans les catégories roman, roman court, nouvelle longue, nouvelle courte et scénario pour un jeu (depuis 2018).
- Prix Damon-Knight Memorial Grand Master : attribué depuis 1974 à un auteur pour l'ensemble de son œuvre.
- Prix Ray-Bradbury : attribué depuis 1991 pour le meilleur scénario de film.
- Prix Auteur émérite : attribué de 1994 à 2010 pour un auteur expérimenté qui n'est que peu publié.
- Prix du service pour la SFWA : attribué depuis 1995 pour reconnaître le service rendu à l'organisation.
- Prix Andre-Norton : attribué depuis 2005 pour le meilleur roman pour jeunes adultes.
- Prix Solstice : attribué depuis 2009 pour reconnaître les contributions de toute une vie au domaine de la science-fiction et de la fantasy.

## Liste des présidents de la SFWA
- Damon Knight (1965-1967)
- Robert Silverberg (1967-1968)
- Alan E. Nourse (1968-1969)
- Gordon R. Dickson (1969-1971)
- James E. Gunn (1971-1972)
- Poul Anderson (1972-1973)
- Jerry Pournelle (1973-1974)
- Frederik Pohl (1974-1976)
- Andrew J. Offutt (1976-1978)
- Jack Williamson (1978-1980)
- Norman Spinrad (1980-1982)
- Marta Randall (1982-1984)
- Charles Sheffield (1984-1986)
- Jane Yolen (1986-1988)
- Greg Bear (1988-1990)
- Ben Bova (1990-1992)
- Joe Haldeman (1992-1994)
- Barbara Hambly (1994-1996)
- Michael Capobianco (1996-1998)
- Robert J. Sawyer (1998)
- Paul Levinson (en) (1999-2001)
- Norman Spinrad (à nouveau) (2001-2002)
- Sharon Lee (en) (2002–2003)
- Catherine Asaro (2003–2005)
- Robin Wayne Bailey (en) (2005-2007)
- Michael Capobianco (à nouveau) (2007-2010)
- John Scalzi (2010-2013)
- Steven Gould (2013-2015)
- Cat Rambo (en) (2015-2019)
- Mary Robinette Kowal (2019-2021)